# Balach Azeroghlu
Balach Azeroghlu (en azéri: Balaş Allahbakhish Azəroğlu; né le 11 novembre 1921 et mort le 24 avril 2011 à Bakou) est un poète,critique littéraire, Poète du peuple d'Azerbaïdjan ( 1981).

## Biographie
En 1938, Balach Azeroglu et sa famille s'installent dans la ville d'Ardabil, dans le sud de l'Azerbaïdjan d'Iran, où il étudie à l'école primaire persane. Il rejoint le mouvement de libération nationale (1941) qui joue un rôle important dans son travail où les paroles politiques sont au premier plan.

## Activité politique
Il adhère au Parti populaire iranien (1942) et Balach Azeroglu est élu président de la branche provinciale d'Ardabil de la Société antifasciste d'Azerbaïdjan (1943). B. Azeroghlu est le rédacteur en chef du journal Yumruq(Poing), l'organe de cette société. Il reçoit le prix Sattarkhan au concours éditorial du journal Sur le chemin de la patrie. Il est le chef du département du comité provincial du Parti démocratique d'Azerbaïdjan d'Ardabil, rédacteur en chef du journal Djovdat et chef du département de l'Assemblée des poètes d'Ardabil (1943-1945). Il est vice-président du Comité national de radiodiffusion de l'Azerbaïdjan, nommé par le gouvernement national de Tabriz. Il est élu membre du conseil d'administration de la Société des écrivains et poètes (1946). Les premiers recueils de poésie furent publiés à Ardabil et Tabriz (1943, 1945).

## La vie àBakou
Son poème Dnepr est publié à Bakou en 1937.
Balach Azeroghlu étudié à la Faculté de philologie de l'Université à Bakou (1947-1952). Parallèlement, il est président de la Société des écrivains de l'Azerbaïdjan du Sud. Chef du Département littéraire et artistique (1948-1953), puis rédacteur en chef (1953-1956), chef du département de propagande du Comité central de l'ADF(Parti démocratique d'Azerbaïdjan) (1956-1958), Il a été élu vice-président du Comité central de l'ADF (1959-1963). Balach Azeroghlu est membre de l'Union des écrivains d'Azerbaïdjan depuis 1958, candidat des sciences philologiques (1966),
Il est chercheur principal au Département de littérature médiévale de l'Institut de littérature nommé d'après Nizami (1963-1982). Il travaille comme secrétaire de l'Union des écrivains d'Azerbaïdjan (1981-1991). Il est conseiller principal pour la littérature du sud de l'Azerbaïdjan au sein du Conseil d'administration de l'Union des écrivains d'Azerbaïdjan (1991). Il devient membre du Parti populaire iranien et du Comité central de l'ADF, membre du conseil d'administration de la branche azerbaïdjanaise de la société des émigrés politiques iraniens vivant en URSS. Il est l'un des auteurs du multivolume 
Littérature azerbaïdjanaise. Il traduit le poème de Nizami Sept merveilles du persan en azéri (1992, Yaziçi) et publi les ghazals de Fuzuli. Il existe des traductions de Chahriyar. Ses Œuvres sélectionnées (1996, Téhéran) ont été publiées en alphabet arabe.
Il participe en tant que représentant et invité aux congrès de l'Union des écrivains de l'URSS et de l'Union des écrivains d'Azerbaïdjan. Il participe aux journées de littérature et d'art azerbaïdjanais (1950, 1959). Ses œuvres sont traduites dans les langues de l'URSS et des pays étrangers.
Pour ses services, il reçoit  Ordre de l'Insigne d'honneur, lOrdre de l'Amitié des peuples , médailles 21 Azers, Ferdowsi, deux fois le décret honoraire du Présidium du Soviet suprême de la RSS d'Azerbaïdjan (1960, 1971). Le 17 mars 1997, il reçoit l'Ordre de la Gloire.
Au cours de l'été 1996, des poètes, écrivains et scientifiques du Sud s’étaient réunis à l'occasion du 75e anniversaire de sa naissance dans les villes de Téhéran, Karachi, Ardabil et Tabriz en Iran,.